# Boudicas strid mot Romarna
Boudicas strid mot Romarna är den fjortonde boken av Kim Kimselius i serien om Theo och Ramona och gavs ut 2010. Handlingen utspelar sig i Britannia under romartiden år 61 hos drottning Boudicca.